# Montsecret
Montsecret è un ex comune francese, ora soppresso, e frazione del dipartimento dell'Orne nella regione della Normandia. Dal 1º gennaio 2015 si è fuso con il comune di Clairefougère per formare il nuovo comune di Montsecret-Clairefougère.
Il suo territorio è bagnato dalle acque del fiume Noireau.

## Società

### Evoluzione demografica
Abitanti censiti